# The Living Death
The Living Death er en amerikansk stumfilm fra 1915 af Tod Browning.

## Medvirkende
- F. A. Turner som Dr. Farrell
- Billie West som Naida Farrell
- Edward Peil Sr. som Tom O Day